# بیل بیکسبی
بیل بیکسبی (انگلیسی: Bill Bixby؛ ‏ ۲۲ ژانویهٔ ۱۹۳۴ – ۲۱ نوامبر ۱۹۹۳) یک کارگردان، و هنرپیشه اهل ایالات متحده آمریکا بود. وی بین سال‌های ۱۹۶۱ تا ۱۹۹۳ میلادی فعالیت می‌کرد. از فیلم‌های او می‌توان به اسلج همر! اشاره کرد.